# 한국마사회
한국마사회(韓國馬事會, Korea Racing Authority)는 경마의 공정한 시행과 원활한 보급을 통하여 마사의 진흥 및 말 축산의 발전에 이바지하고 국민의 여가선용을 도모함을 목적으로 설립된 대한민국 농림축산식품부 산하 준시장형 공기업이다. 1922년 4월 5일 설립되었으며, 주 사업장은 경기도 과천시 경마공원대로 107 (주암동)에 있다.

## 설립 근거
- 한국마사회법[1]

## 주요 시설

### 렛츠런파크
- 렛츠런파크 서울: 경기도 과천시
- 렛츠런파크 제주: 제주특별자치도 제주시
- 렛츠런파크 부산경남: 부산광역시, 경상남도 김해시
- 렛츠런파크 영천: 경상북도

### 렛츠런팜(경주마목장)
- 렛츠런팜 제주: 제주특별자치도 제주시
- 렛츠런팜 장수: 전북특별자치도 장수군
- 렛츠런팜 원당: 경기도 고양시

### 렛츠런 문화공감센터(LetsRun CCC.) (장외발매소, 지사)
- 2018년 10월 기준 서울특별시 10개, 경기도 9개, 인천광역시 4개, 부산광역시 2개, 충청남도/대전광역시/광주광역시/대구광역시/경상남도 각 1개소

## 사업 범위
- 경마의 시행
- 말의 개량증식, 육성, 보급 및 이용 지도 장려
- 축산발전기금에의 출연
- 경마장 안의 간이체육시설 및 시민 위락시설의 설치 운영
- 가축의 경주를 이용하여 행하는 경마 유사사업
- 농어업인 자녀 장학사업 그 밖에 농어촌사회복지증진을 위한 사업
- 경마장 및 장외발매소 인근지역 주민의 생활편익 및 복지증진을 위한 사업
- 경마시행 및 관련 사업수행 법인에 대한 투자 출연 및 보조

## 주요 활동
KRA 한국마사회는 경마를 시행하여 그 수익금으로 레저세, 지방교육세 등 제세금 납부를 통해 국가와 지방재정에 기여하고 이익금의 60%를 특별적립금으로 조성하여 경주마를 생산·육성하는 축산산업과 농어촌 복지증진을 위해 사용하고 있다.
그 밖에 무료승마강습, 전국민말타기 운동 등의 승마사업과 KRA Angels 봉사활동, 기부금 기여 등의 사회공헌 활동 및 이원희 선수, 최민호 선수, 현정화 감독 등이 활약하는 스포츠단(유도단, 탁구단, 승마단)을 운영하고 있다. 또한 재활승마 봉사를 통해 신체적, 정신지체장애 아동아들이 심신을 회복하고, 건강한 사회생활을 할 수 있게 하는 일종의 스포츠 재활 요법을 실시하고 있다.

## 연혁
- 1922년 4월 5일 - 조선경마구락부 설립
- 1922년 5월 20일 - 사단법인 조선경마구락부 주관 경마시행
- 1942년 3월 1일 - 조선마사회 설립
- 1949년 9월 29일 - 한국마사회로 개칭
- 1954년 5월 9일 - 신설동에서 뚝섬으로 경마장 이전
- 1962년 1월 20일 - 한국마사회법 제정 공포.
- 1980년 9월 11일 - 제15회 아시아경마회의(ARC) 개최
- 1984년 1월 7일 - 승마투표권(마권)의 발매업무 전산화.
- 1986년 9월 20일 - 제10회 아시안게임 승마경기 개최 지원
- 1986년 11월 18일 - 원당종마목장 준공
- 1987년 10월 22일 - 제주경마공원 기공식
- 1988년 9월 13일 - 마사박물관 개관
- 1988년 9월 17일 - 제24회 서울올림픽 승마경기 개최 지원
- 1989년 9월 1일 - 뚝섬경마장에서 경기도 과천시로 서울경마공원 이전
- 1990년 10월 28일 - 제주도 북제주군에 제주경마공원 개장
- 1992년 8월 14일 - 단일마주제에서 개인마주제로 전환
- 1995년 9월 5일 - 제주경주마목장 준공
- 1997년 8월 9일 - 교차투표(제주→서울) 시행
- 2002년 10월 1일 - 부산 A/G 승마경기 개최 지원
- 2003년 9월 4일 - Ucan Center(경마심리상담센터) 개장
- 2004년 6월 14일 - IFHA(세계경마연맹) PartIII 경마시행국으로 승인
- 2004년 7월 21일 - 장수경주마목장 기공식
- 2004년 11월 14일 - 제1회 대통령배 대상경주 시행
- 2005년 9월 30일 - 부산광역시에서 개최된 2002년 아시안 게임의 마술 경기 회장 철거지를 개장해, “부산경남경마공원” 개장.
- 2007년 3월 29일 - 장수경주마목장 개장
- 2007년 5월 8일 - 영문사명 변경(Korea Racing Association→Authority)

## 조직

### 한국마사회장
- 이사회
  - 감사위원회
    - 감사실
- 비서실
- 사업전략실
- 홍보실
- 인재교육원
- 부회장 겸 경영지원본부
  - 경영기획처
  - 경영지원처
  - 스포츠운영부

#### 상생마케팅본부
- 사업기획처
- 지사지원처
- 정보기술처
- 방송센터
- 중독예방센터

#### 경마본부
- 경마기획처
- 심판처
- 경마기반개선단
- 도핑검사소

#### 말산업육성본부
- 말산업진흥처
- 승마진흥원
- 말보건원
- 자격검정원
- 말산업종합정보센터
- 장수목장
- 말산업연구소

#### 불법경마단속본부
- 단속기획처
- 단속처

### 지역본부
- 서울지역본부
- 부산경남지역본부
- 제주지역본부

## 같이 보기
- 마사박물관
- 경마공원
- 경주마목장